# 阿布魯齊莫利塞區
阿布魯齊莫利塞區（Abruzzi e Molise）是義大利過去的一個行政區，面積約16,600平方公里。在那不勒斯王国時期，該行政區首府位於拉奎拉。阿布魯齊莫利塞區在1963年被劃分為阿布魯佐與莫利塞。
42°21′N 13°24′E / 42.35°N 13.4°E